# تیم ملی فوتسال اردن
تیم ملی فوتسال اردن  نماینده اردن در مسابقات بین‌المللی فوتسال و یکی از تیم‌های فوتسال آسیایی است.
براساس رده‌بندی فیفا تیم فوتسال اردن جایگاه ۶٨ را در بین تیم‌های ملی فوتسال جهان دارد.